# ジアセチルレダクターゼ ((S)-アセトイン形成)
ジアセチルレダクターゼ [(S)-アセトイン形成](diacetyl reductase [(S)-acetoin forming])は、次の化学反応を触媒する酵素である。
(S)-アセトイン + NAD+ {\displaystyle \rightleftharpoons } ジアセチル + NADH + H+
この酵素の基質は(S)-アセトインとNAD+で、生成物はジアセチル、NADHとH+である。
この酵素は酸化還元酵素に属し、NAD+またはNADP+を受容体として供与体であるCH-OH基に特異的に作用する。組織名は(S)-acetoin:NAD+ oxidoreductaseで、別名に(S)-acetoin dehydrogenaseがある。